# Українське товариство генетиків і селекціонерів імені М. І. Вавилова
Українське товариство генетиків і селекціонерів ім. М. І. Вавилова — Всеукраїнська громадська організація, що об'єднує на добровільних засадах фахівців з вищою освітою — науковців, які беруть участь у науково-дослідницькій, педагогічній та практичній діяльності у галузі генетики і селекції та суміжних дисциплін.
Метою діяльності Товариства є задоволення та захист соціальних, економічних, творчих, вікових та інших спільних інтересів своїх членів і сприяння професійній та науковій діяльності спеціалістів генетиків і селекціонерів, спрямованої на поліпшення рівня української науки та практики в галузі генетики та селекції.
Товаривство видає науково-практичні журнали «Вісник Українського товариства генетиків і селекціонерів» та «Фактори експериментальної еволюції організмів», які висвітлюють теорію, стан і проблеми, методи і результати досліджень у галузі генетики, селекції та сучасної біотехнології, а також вплив цих наук на розвиток суміжних напрямів біології, медичних і сільськогосподарських наук.

## З історії
Товариство засноване у березні 1967 року.
Першим президентом Товариства був соратник Вавилова доктор біологічних наук, професор П. К. Шкварніков, від 1976 р. — доктор с.-г. наук, професор, академік НАН України і УААН О. О. Созінов, від 1986 р. — доктор біологічних наук, професор, академік НАН України В. В. Моргун, від 2002 р. — доктор с.-г. наук, професор, академік УААН М. В. Роїк, від 2007 р. — доктор біологічних наук, професор, член-кореспондент НАН України В. А. Кунах.

## Структура
У складі УТГіС — секції: генетики і селекції рослин, генетики і селекції тварин, генетики мікроорганізмів, мед. генетики, викладання генетики і селекції.
Найвищий керівний орган — з'їзд, який обирає раду та президію.
У 2017 році Товариство налічувало близько 1500 членів, об'єднаних у 25 відділень.

## Джерело
- Статут Всеукраїнської громадської організації «Українське товариство генетиків і селекціонерів ім. М. І. Вавилова» // Сайт ВГО «УТГіС»